# Crocidura phuquocensis
Crocidura phuquocensis és una espècie de musaranya del gènere Crocidura. És endèmica de l'illa de Phu Quoc (Vietnam). El seu hàbitat natural són els boscos tropicals de plana no pertorbats. La UICN encara no ha avaluat oficialment l'estat de conservació d'aquesta musaranya, però l'esborrany de la seva fitxa a la Llista Vermella de la UICN el classifica com a espècie amb «dades insuficients».